# Amata elisa
Amata elisa là một loài bướm đêm thuộc phân họ Arctiinae, họ Erebidae.